# Derarimus nigripennis
Derarimus nigripennis es una especie de coleóptero de la familia Anthicidae.

## Distribución geográfica
Habita en Taiwán.